# Бирманская операция (1944)
Бирманская операция 1944 года — боевые действия на территории современной Мьянмы, а также прилегающих территориях Индии и Китая, длившиеся с января по ноябрь 1944 года.

## Планы сторон
На 1944 год обе стороны на Юго-Восточно-Азиатском ТВД готовились наступать с ограниченными целями, причём каждая из сторон рассчитывала нанести удар первой, используя благоприятные условия сухого периода начала 1944 года.

### Планы японцев
В марте 1943 года новым командующим 15-й армией стал генерал-лейтенант Мутагути. Он полагал, что на огромной территории, действуя против наступающего противника, имеющего абсолютное превосходство в силах, почти невозможно удержаться только оборонительными действиями, и считал, что лучше в таких условиях упредить противника в наступлении, напасть на его основные базы и разгромить их. В конце июня 1943 года штаб Бирманского фронта провёл штабные учения, посвящённые исследованию вопроса тактики действий 15-й армии в будущем. По их итогам было решено, что для обеспечения прочной обороны Центральной и Северной Бирмы необходимо, воспользовавшись тем, что противник ещё не закончил подготовку наступления, наступать на его основную базу в Импхале и разгромить её, вести наступательные действия с целью установления оборонительной линии к западу от Импхала и по труднодоступным горным хребтам на бирмано-индийской границе. Против китайских войск на фронте по реке Салуин и на направлении Хукаун во время наступательной операции осуществлять стойкую оборону.
В начале сентября Императорская Ставка официально отдала директивные указания о подготовке Импхальской операции, которую стали называть операцией «У-го».

### Планы Союзников
Генеральный штаб Великобритании собирался ограничиться зимой 1944 года локальными операциями в Аракане и Северной Бирме с надеждой открыть сухопутное сообщение с Китаем. Большое значение придавалось «чиндитам» Уингейта, который вообще полагал, что вся армия должна обслуживать его партизан. В Лондоне полагали, что японцы предпочтут оборонительный вариант, и до самого последнего момента не учитывали возможность японского наступления.

## Японское наступление
Успех плана японского командования сильно зависел от того, поверят ли англичане в то, что основное наступление японцы готовят в Аракане. Основное наступление 15-й армии на севере должно было начаться лишь после того, как командующий британскими войсками в восточной Индии перебросит в Аракан все резервы.

### Операция «Ха-го»
Японское наступление в Аракане застало британские 6-ю и 7-ю дивизии врасплох. На первых порах стандартная японская тактика просачивания в тылы противника принесла успех. Однако вскоре выяснилось, что британцы также научились основам войны в джунглях: когда японские части окружили 7-ю дивизию — та не запаниковала, а, приведя в действие заранее разработанный план снабжения дивизии по воздуху, упорно сопротивлялась. Когда же японские части увязли в боях — британцы бросили в сражение две свежие дивизии из резерва. Уже в феврале 1944 года стало ясно, что молниеносное японское наступление провалилось, и генерал Ханая приказал перейти к обороне. Британцы немедленно начали контрнаступление.

### Операция «У-го»
Ввод в бой обеих британских резервных дивизий дал японцам сигнал к началу Ассамской операции. Понимая серьёзность положения, британский командующий запросил поддержки у начальника штаба Чан Кайши американского генерала Джозефа Стилуэлла, а тот, не надеясь сам уговорить китайского генералиссимуса, обратился к Маунтбеттену с просьбой подключить к этому Объединённый комитет начальников штабов. Но на следующий день случилось непредвиденное: Маунтбеттен сильно повредил глаз, напоровшись на обломанный побег бамбука, его пришлось госпитализировать, и его послание в Вашингтон не было направлено до 17 февраля.
Пока британские резервы ещё перебрасывались в Аракан, японцы начали через три перевала продвигаться от Чиндуина к западу. 33-я и 15-я дивизии двигались южными перевалами через Тидейн и Таму, чтобы выйти к Импхалу с юго-востока и юго-запада, и отрезать этот город от остальной территории Индии; 31-я дивизия двигалась через горы от Хоумалина, чтобы занять Кохиму и ударить в тыл отступающим от Импхала британским войскам. Вместе со 100 тысячами японских солдат двигались и 7 тысяч солдат индийской освободительной армии Боса.
Британское командование проглядело японский марш через джунгли, ожидая, что те начнут наступать не ранее 27 марта. Тем временем британский командующий Слим был вынужден отбиваться от Уингейта, утверждавшего, что победит японцев силами своих «чиндитов», если Слим отдаст ему авиацию. В результате в самый решительный момент, несмотря на отчаянное сопротивление Слима и его офицеров, около 10 тысяч человек вместе с соответствующим обеспечением были переброшены на планерах и транспортных самолётах на базы в горах в тылу японцев.
17-я и 20-я британские дивизии в это время находились в горах, готовясь к наступлению в сторону Чиндуина; 23-я дивизия находилась в резерве. Из-за ошибок британской разведки и штабов японские войска 7 марта незамеченными перешли Чиндуин, и начали окружать растянувшиеся по горным вершинам и перевалам части. Приказ о наступлении был получен британскими войсками лишь 13 марта, но к этому времени японцы уже успели поставить ряд заслонов в тылу 17-й дивизии, и 15 марта та уже сражалась в окружении. Попытки деблокады с помощью 23-й дивизии долгое время не приносили успеха. Однако и здесь войска уже умели сражаться в джунглях, и не стали бежать или сдаваться в плен; тут же было организовано снабжение окружённых частей по воздуху, а боевой дух был на высоте — солдаты знали, что в японском тылу сражаются «чиндиты», которые должны перерезать японские пути снабжения. И действительно, уже в середине марта британская 16-я бригада захватила Калаут в японском тылу, а 8 апреля для борьбы с десантировавшимися британскими частями японцы были вынуждены сформировать 33-ю армию (командующий — генерал-лейтенант Хонда), в которую вошли 18-я, 53-я и 56-я дивизии из стратегического резерва. Однако британский воздушный десант не только поставил в критическое положение 18-ю дивизию, но и стал важным фактором в определении перспектив развития наступления для главных сил всей 15-й армии: автомобильные части, которые предполагалось использовать для переброски предметов снабжения ближе к линии фронта, оказались блокированными, что вызвало трудности в снабжении войск, наступающих на Импхал.
Тем временем британская 17-я дивизия смогла 24 марта вырваться из окружения, и с бронетехникой направилась к Импхалу. Командующий японской 33-й дивизией Янагида высказал 27 марта командующему 15-й армией своё мнение о необходимости приостановить наступление и перейти к обороне. Командующий армией Ямагути[уточнить] высказал резкое недовольство командиру дивизии и, указав, что 31-я и 15-я дивизии стремительно наступают вперёд, потребовал выполнять приказ.
6 апреля японская 15-я дивизия заняла Кохиму, а 10 апреля ворвалась главными силами на северную и северо-восточные окраины Импхала. Импхал был почти окружён, фактически оказавшись в осаде. Однако британцы организовали для его снабжения воздушный мост, активно используя вертолёты Sikorsky R-4, хорошо проявившие себя в горных условиях данного ТВД. У японцев пала половина вьючных лошадей, закончились боеприпасы для горной артиллерии; к концу апреля боевой состав дивизий уменьшился до 40 %. Британцы же в середине апреля используя свыше 70 транспортных самолётов перебросили в долину Импхала 5-ю индийскую дивизию и большие запасы снаряжения. Отрезанные друг от друга части японских 31-й и 15-й дивизии, понеся огромные потери, были вынуждены переходить к самостоятельным, нескоординированным действиям. Однако начальник японского генерального штаба не отдал в мае распоряжения о приостановке Импхальской операции, из-за чего был упущен благоприятный для этого момент.

## Китайское наступление
В 1942 году, пытаясь хоть как-то задержать наступающих японцев, британское командование было вынуждено обратиться за помощью к Чан Кайши. В северную Бирму вошли китайские дивизии, однако бегство англичан оголило их фланги и отрезало от Китая, в результате чего им пришлось отступать вслед за британскими войсками в восточную Индию. Там они были перевооружены американским оружием, и им был отдан самый восточный участок фронта, примыкающий к китайской границе. Весь 1943 году Стилуэлл продвигал идею использования этих войск для деблокирования Бирманской дороги и открытия сухопутного сообщения с Китаем. И вот, наконец, время для этого настало.
Когда стало ясно, что британцы побеждают под Импхалом, с разрешения Чан Кайши китайско-американские части в апреле 1944 года начали наступление в долине Хукаун на крайнем севере Бирмы. Трёхтысячный отряд «мародёров Меррилла», усиленный четырьмя тысячами китайских солдат и 600 качинскими партизанами, смог обойти по горам японские заслоны, и 17 мая захватить важный аэродром в Мьичине. Сразу же по воздуху туда были переброшены аэродромные части, зенитная артиллерия и пехота. Однако японцы сумели удержаться в самом городе, и началась 80-дневная осада Мьичины. Бои на улицах города велись за каждый сантиметр, и в конце концов дело дошло до подземно-минной борьбы. В ночь на 3 августа оборонявшиеся переправили на восточный берег реки Иравади до 800 солдат и офицеров, раненые были отправлены по реке на плотах в Бамо. Отправив последнее донесение, отдав последние распоряжение и проводив уходящих солдат, генерал-майор Мидзуками покончил с собой.

## Сезон дождей
Приход весенне-летнего муссона ударил в первую очередь по ворвавшимся в Индию японским войскам. Измученные долгими боями, лишённые припасов, оборванные и голодные японцы шли в отчаянные атаки на британские позиции, но успеха добиться не могли. Наконец, вечером 30 мая командовавший 31-й дивизией генерал Сато сообщил командующему армией Мутагути, что ему не остаётся иного выхода кроме отступления. Ответ Мутагути был короток: «Отступите — пойдёте под трибунал». Сато ответил также коротко: «Мы пойдём под трибунал вместе». На следующий день штаб армии получил от Сато последнюю телеграмму: «Оперативные способности штаба армии ниже, чем у кадетов». После этого рация была разбита (как и всё остальное, что можно было уничтожить), и дивизия начала отходить на восток. Узнав об этом, Мутагути заявил, что Сато — предатель, сорвавший победное наступление, и приказал оставшимся 15-й и 33-й дивизиям вновь наступать на Импхал. Наступление провалилось, и начался тяжёлый отход. Дивизия Сато 27 июня перешла через Чиндуин, и он был уволен в запас «по болезни»; через несколько недель Мутагути также был снят с поста командующего армией.
23 июля Маунтбеттен представил на рассмотрение Объединённого комитета начальников штабов два альтернативных плана дальнейших действий в Бирме. Первый из них — «Кэпитл» — предусматривал выдвижение британских войск к Чиндуину и выход весной 1945 года к линии Мандалай-Пакхоуку на Ирвавди с целью дальнейшего наступления на Рангун. Второй план — «Дракула» — предлагал захват Рангуна с моря и воздуха, а армии Слима отводилась пассивная роль в Северной Бирме.
В Лондоне горячо поддерживали план «Дракула», а наступление, предпринятое Стилуэллом в северной Бирме, охарактеризовали как «неразумное и никому не нужное». Чтобы подчеркнуть свою решимость уделить основное внимание морским операциям, Лондон приказал перевести штаб командования Юго-Восточной Азии в город Канди на Цейлоне. Там Маунтбеттена и застало известие о захвате аэродрома Мьичины, а на следующий день он получил язвительное послание от Черчилля: «Как получилось, что американцы блестящей победой посадили нас в лужу?»
Ещё 6 августа Слим двинул две дивизии по следам медленно отступавших японских заслонов с целью приблизиться к Чиндуину. Однако муссонная погода и японское сопротивление делало это продвижение крайне медленным, а войска несли огромные небоевые потери (так, в первые же дни передовая бригада одной из дивизий потеряла 9 человек убитыми, 85 ранеными и 507 больными, после чего её пришлось снять с фронта).

## Юньнаньский фронт
Единственный участок, где японцам сопутствовал успех, была бирмано-китайская граница в районе реки Салуин. Связано это было с тем, что Чан Кайши не желал бессмысленной гибели своих лучших войск ради интересов англичан, и поэтому китайские войска придерживались пассивной оборонительной тактики.
Ещё в октябре 1943 года китайская 36-я дивизия попыталась закрепиться на западном берегу Салуина, но была отброшена. После этого японская 18-я дивизия была передислоцирована в район Мьичины, и фронт целиком остался на попечении японской 56-й дивизии (командир — генерал-лейтенант Мацуяма).
В начале мая, когда наступил кризис в боях за Импхал, когда неудачей закончилась японская попытка ликвидации высадившегося у них в тылу британского воздушного десанта, когда был на грани крушения фронт в долине Хукаун в северной Бирме, китайские войска начали решительное наступление из провинции Юньнань. Ночью 11 мая четыре дивизии переправились через Салуин, и начали продвигаться в район севернее Дэнъюэ, а ещё по одной дивизии двигались к Ламэну и Пинцзя. Мацуяма решил нанести контрудар, но 1 июня, когда японская 56-я дивизия готовилась перейти в контрнаступление северо-восточнее Дэнъюэ, четыре китайских дивизии форсировали Салуин между Ламэном и Пинцзяном, и продвинулись далеко вглубь к Лунлину. Мацуяма решил перейти на северном участке фронта к обороне, а на южном провести наступление. Он смог отразить наступление на Лунлин, а в начале августа деблокировал Пинцзя.
Японское командование решило оттянуть войска из Индии и долины Хукауна, а за счёт высвободившихся резервов нанести контрудар на Юньнаньском фронте, уничтожить силы экспедиционной армии противника, сгруппировавшиеся в районе Лунлина, выйти на линию реки Салуин и деблокировать гарнизоны Ламэна и Дэнъюэ.
Наступление японской 33-й армии началось 5 сентября. В первый день оно развивалось по плану, однако в последующие дни, несмотря на неоднократные атаки, японские части так и не смогли прорвать китайских позиций. 7 и 14 сентября были получены сообщения о падении Ламэна и Дэнъюэ. 33-я армия прекратила наступление, и приняла решение захватить Пинцзя, что и было проделано 56-й дивизией 16 сентября.
Предполагая, что захватившие Мьичину американо-китайские войска двинутся на юг в направлении Бамо и Нангана, и попытаются установить взаимодействие с китайской экспедиционной армией, наступающей от Лунлина к Манши и Нангану, японское командование решило провести операцию на внутренних линиях: организовать оборону под Манши и Лунлином, и контратаковать противника у Нангана. Однако когда стал ясен масштаб потерь, понесённых в Импхальской операции, японский штаб был вынужден принять во внимание вероятность того, что армии противника сообща двинутся на Мандалай, чтобы одним ударом овладеть центральной и северной Бирмой. Поэтому главные японские силы были оттянуты в центральную Бирму.